# Сухая Лебедка
Сухая Лебедка (в верховье балка Лебедка) — балка с водотоком в России, протекает по Лысогорскому и Калининскому районам Саратовской области. Длина составляет 17 км, площадь водосборного бассейна — 101 км².
Начинается из пруда у хутора Лебедка, течёт на восток, протекает через пруд Гардер, затем поворачивает на юг. Направление течения — южное, берега — крутые. Устье реки находится в 20 км по левому берегу реки Баланда у села Монастырское.
Основные притоки — балки Грачева (пр), Липняк (пр), овраг Мартышкин (лв), балка Салтыковская (лв).

## Данные водного реестра
По данным государственного водного реестра России относится к Донскому бассейновому округу, водохозяйственный участок реки — Медведица от истока до впадения реки Терса, речной подбассейн реки — Дон между впадением Хопра и Северского Донца. Речной бассейн реки — Дон (российская часть бассейна).
Код объекта в государственном водном реестре — 05010300112107000008351.